# Ё (кана)
よ в хирагане и ヨ в катакане — символы японской каны, используемые для записи ровно одной моры. В системе Поливанова записывается кириллицей: «ё», в международном фонетическом алфавите звучание записывается: /jo/. В современном японском языке находится на тридцать восьмом месте в слоговой азбуке.

## Происхождение
よ и ヨ появились в результате упрощённого написания кандзи 与.

## Написание
|  |  |

## Коды символов вкодировках
- Юникод:
  - よ: U+3088,
  - ヨ: U+30E8.